# Костылево (Новосибирская область)
Костылево — деревня в Купинском районе Новосибирской области России. Входила в состав Яркульского сельсовета. Упразднена в 1984 году.

## География
Располагалась у озёр Большое Соленое и Блеклое, в 12 км к западу от центра сельского поселения села Яркуль.

## История
В 1928 году состояла из 47 хозяйств. В административном отношении входила в состав Канавского сельсовета Юдинского района Барабинского округа Сибирского края.
В годы коллективизации в деревне был образован колхоз «Октябрь». В 1951 году колхоз вошел в состав укрупненного колхоза «Новая Жизнь». Решением № 171 Купинского райисполкома от 18 июня 1984 года из учётных данных Яркульского сельского Совета была исключена деревня Костылево.

## Население
В 1926 году в деревне проживало 238 человек (120 мужчин и 118 женщин), основное население — русские.